# Ярославка (Тульская область)
Ярославка — деревня в Тульской области России.
В рамках административно-территориального устройства является центром Ярославского сельского округа Ефремовского района, в рамках организации местного самоуправления входит в муниципальное образование город Ефремов со статусом городского округа.

## География
Расположена в юго-восточной части Тульской области, в лесостепной зоне, в 15 км к юго-востоку от города Ефремов.

### Климат
Климат характеризуется как умеренно континентальный, с умеренно холодной снежной зимой и тёплым летом. Среднегодовая многолетняя температура воздуха составляет +4 — +4,6°С. Средняя температура воздуха самого холодного месяца (января) — −6,7 °C (абсолютный минимум — −46 °C), средняя температура самого тёплого (июля) — +18 °С (абсолютный максимум — +38 °C). Безморозный период длится в среднем 149 дней. Среднегодовое количество атмосферных осадков составляет 650—730 мм, из которых большая часть (около 460 мм) выпадает в тёплый период. Снежный покров держится в течение 130—145 дней. Среднегодовая скорость ветра составляет 3,6 м/с.

## Население
| 2002 | 2004 | 2010 |
| ---- | ---- | ---- |
| 404  | ↘364 | ↗381 |